# Cireurs obstinés
Cireurs obstinés è un cortometraggio muto del 1912 sceneggiato e diretto da Camille de Morlhon per la casa di produzione Pathé Frères.

## Produzione
Il film fu prodotto dalla Pathé Frères.

## Distribuzione
Distribuito dalla Pathé Frères, uscì nelle sale cinematografiche francesi il 25 aprile 1912.